# فرنسوا دوبريه
فرنسوا دوبريه (بالفرنسية: François Debré)‏ (3 أبريل 1942 - 14 سبتمبر 2020)، هو كاتب وصحفي فرنسي.  حصل على جائزة «Prix Albert-Londres» في عام 1977.